# Стеганографија
Стеганографија је техника скривања тајних порука на такав начин да нико осим предајне и пријемне стране није свестан постојања комуникације. Скривање порука се темељи на прерушавању поруке унутар слике, филмова и текста. Основна предност стеганографије у односу на криптографију је чињеница да поруке не привлаче пажњу на себе. Можемо да кажемо да је стеганографијом могуће избећи напад „човек у средини“ (енгл. man in the middle), обзиром да нападач није свестан постојања комуникације у неком комуникационом каналу. 
Стеганографија има предност у земљама у којима су криптографске технике за шифровање порука забрањене. Криптографском заштитом заштићене су само поруке, док се за стеганографију може рећи да штити и поруке и стране које учествују у комуникацији. Стеганографија подразумева и скривање порука унутар рачунарских датотека и токова података. Уколико се ради о дигиталној стеганографији, порука може бити скривена унутар докумената, слике или филма. Филм је мултимедијална датотека и као таква због своје величине је идеална за стеганографску комуникацију. Њихова величина им даје предност када је у питању осетљивост на суптилне промене.
Примена стеганографије данас у свету је разнолика. Спајањем слике са текстуалним датотекама можемо обезбедити поверљивост важних информација, чувајући их од саботаже, крађе или неовлашћеног гледања. Нажалост, стеганографија има и нелегалну сврху у шпијунирању и у тероризму (BBC је у више наврата наводио да су терористи за сигурну и тајну комуникацију користили неке од стеганографских техника). Најзначајнија и најчешћа употреба је у дигиталним воденим печатима који се користе за заштиту ауторских права.

## Историјски осврт на настанак стеганографије
Употреба стеганографије потиче од давнина (440 год. пре н. е.), Херодот је навео два примера стеганографије у свом делу „Херодотова историја“. У делу је наведено како је Демаратус послао упозорење о предстојећем нападу на Грчку записивањем поруке на дрвени калуп воштане плоче за писање, пре изливања воска. Воштане плоче су се доста користиле као папир јер је била омогућена поновна употреба површине за писање. Други древни пример употребе стеганографије је прича о Хистаеусу и његовом верном робу на чију главу је Хистиаеус исписао поруку и сачекао да му коса израсте. Касније је роб ту поруку непримећено пренео како би покренуо устанак против Персијанаца.

## Модерна стеганографија
Модерна стеганорафија развија се од 1985. године настанком персоналних рачунара и са применом рачунара на до тада познате класичне стеганографске технике. Почетни развој је био спор, али са временом развиле су се многе апликације за стеганографију.
Дигитална (модерна) криптографија примењује следеће технике:
- Скривање порука у најмање значајним битима слике;
- Скривање поруке у постојећем шифрату. Идеја је да прво шифрујемо поруку, а затим њен садржај распоредимо и заменимо са блоковима неког другог шифрата;
- Пресликавање статистичких особина једне датотеке на другу датотеку, како би прва личила на другу датотеку;
- Намерно, неприметно успоравање рачунарске мреже, у којој време може представљати симболику за пренос неке поруке;
- Намерна промена редоследа пакета унутар рачунарске мреже;
- Блог стеганографија користи издељене поруке, где делове поруке оставља као коментаре на разним блог страницама.